# Kanton Montbéliard-Ouest
Kanton Montbéliard-Ouest (francouzsky Canton de Montbéliard-Ouest) je francouzský kanton v departementu Doubs v regionu Franche-Comté. Tvoří ho 20 obcí.

## Obce kantonu
- Aibre
- Allondans
- Bart
- Bavans
- Beutal
- Bretigney
- Désandans
- Dung
- Échenans
- Issans
- Laire
- Le Vernoy
- Lougres
- Montbéliard (část)
- Présentevillers
- Raynans
- Saint-Julien-lès-Montbéliard
- Sainte-Marie
- Sainte-Suzanne
- Semondans